# Lacourt-Saint-Pierre
Lacourt-Saint-Pierre (okzitanisch: La Cort de Sent Pèire) ist eine französische Gemeinde mit 1.265 Einwohnern (Stand: 1. Januar 2022) im Département Tarn-et-Garonne in der Region Okzitanien. Lacourt-Saint-Pierre gehört zum Arrondissement Montauban und zum Kanton Montech. Die Einwohner werden Lacourtois und Lacourtoises genannt.

## Geographie

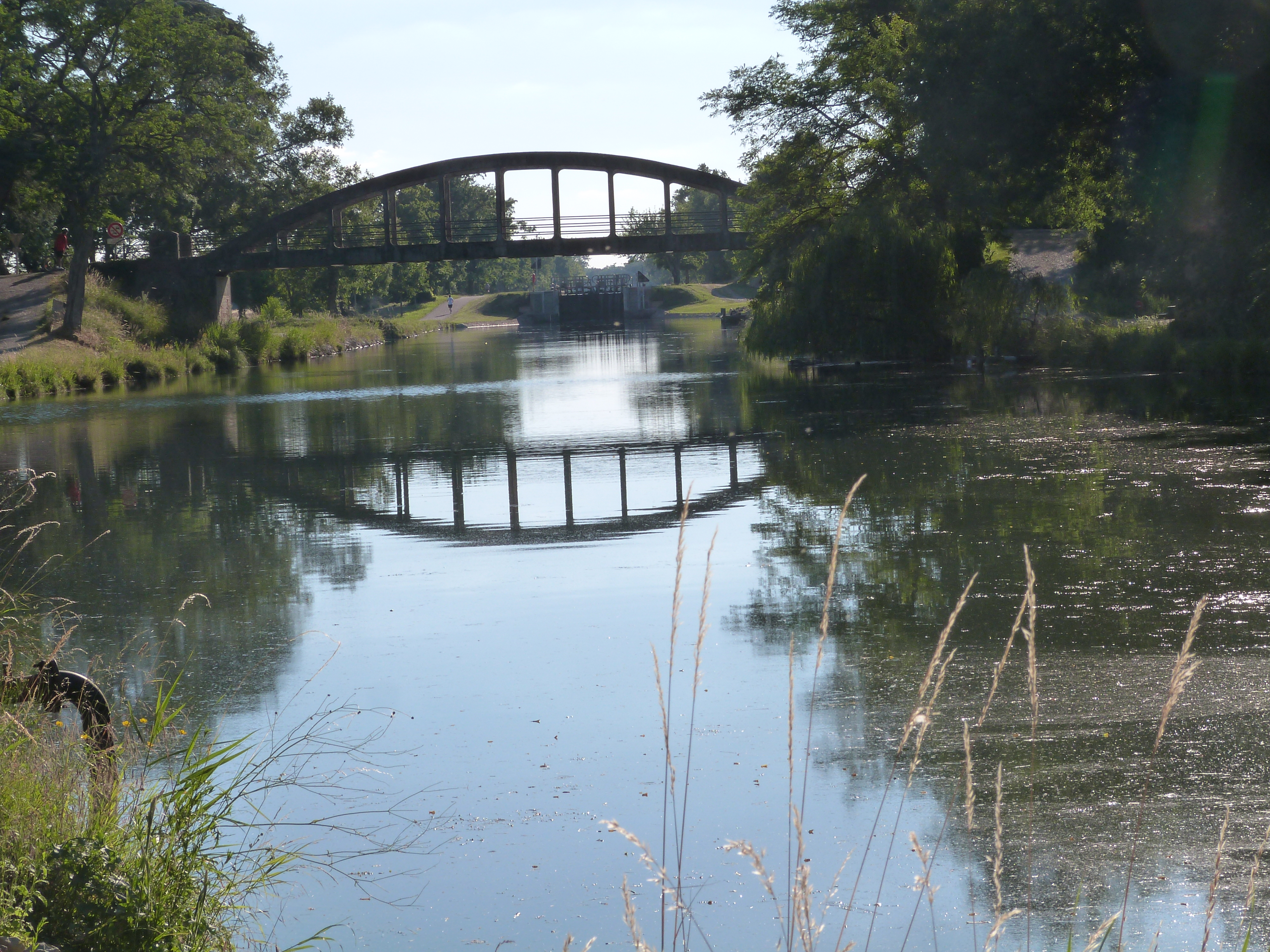
Brücke Noailhac über den Canal de Montech

Lacourt-Saint-Pierre liegt in der ehemaligen Provinz Quercy etwa sieben Kilometer südwestlich vom Stadtzentrum von Montauban am Canal de Montech. Das Gemeindegebiet gehört zum Einzugsgebiet der Garonne und wird darüber hinaus vom Ruisseau de Larone und verschiedenen anderen kleinen Wasserläufen entwässert.
Umgeben wird Lacourt-Saint-Pierre von den Nachbargemeinden Montbeton im Norden, Montauban im Osten, Bressols im Südosten, Montech im Süden und Westen sowie Escatalens im Westen und Nordwesten.

## Bevölkerung

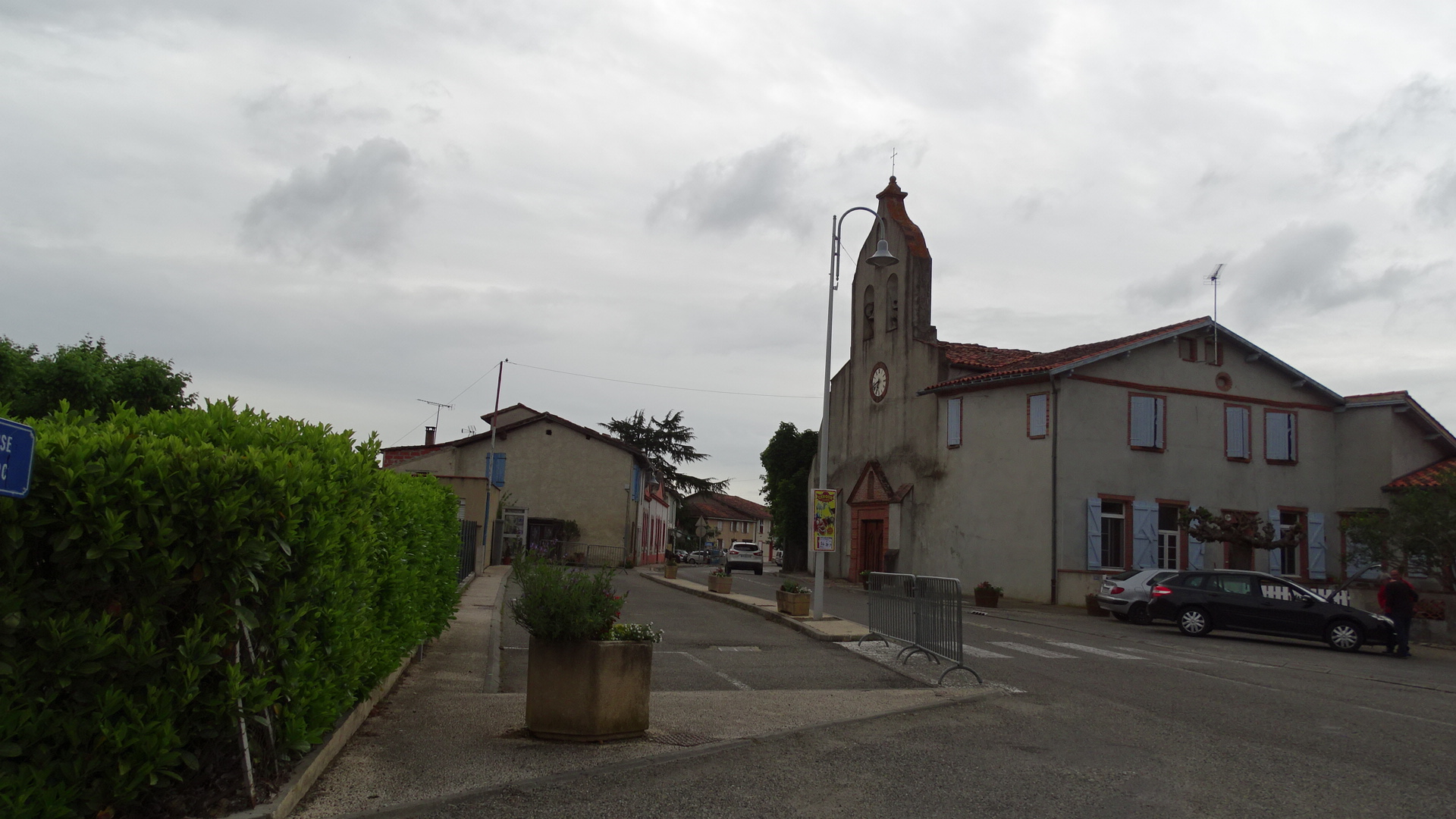
Kirche Saint-Pierre

| Jahr      | 1962 | 1968 | 1975 | 1982 | 1990 | 1999 | 2006  | 2013  | 2020  |
| --------- | ---- | ---- | ---- | ---- | ---- | ---- | ----- | ----- | ----- |
| Einwohner | 636  | 561  | 583  | 665  | 782  | 870  | 1.005 | 1.152 | 1.261 |

## Sehenswürdigkeiten
- Kirche Saint-Pierre
- Das Schloss Verlhaget wurde auf den Fundamenten eines alten großen Pachtguts errichtet und 1619 fertiggestellt. Im Jahr 1645 wird ein großes zweistöckiges Gebäude erwähnt. Die Fassade ist mit vierzehn Öffnungen durchbrochen. Das Dach wird von einer Reihe Balustern aus dem Anfang des 20. Jahrhunderts verdeckt, die ein Terrassendach imitieren. Der Putz lässt den Ziegel rund um die Dächer, am Gesims und an den Eckverbindungen sichtbar werden. Die Rückseite des Gebäudes weist nicht den gleichen Grundriss auf. An der Südfassade diente das kleine Gebäude als Vorhalle für die Kutschen, die bei Regenwetter die Leute dort absetzten. Der um 1735 dekorierte Innenraum ist mit Louis-quinze-Dekor dekoriert, dessen Urheber vermutlich der Vater von Jean-Auguste-Dominique Ingres ist. Das Schloss ist in Teilen seit 1979 als Monument historique eingeschrieben.